# Saint-Jean-devant-Possesse
Saint-Jean-devant-Possesse is een gemeente in het Franse departement Marne (regio Grand Est) en telt 47 inwoners (2009). De plaats maakt deel uit van het arrondissement Vitry-le-François.

## Geografie
De oppervlakte van Saint-Jean-devant-Possesse bedraagt 5,4 km², de bevolkingsdichtheid is dus 8,7 inwoners per km².
De onderstaande kaart toont de ligging van Saint-Jean-devant-Possesse met de belangrijkste infrastructuur en aangrenzende gemeenten.

## Demografie
Onderstaande figuur toont het verloop van het inwonertal (bron: INSEE-tellingen).